# 塔尼娅·尼斯卡宁
塔尼娅·尼斯卡宁（芬蘭語：Tanja Niskanen，1992年9月11日—），芬兰女子冰球运动员。她曾代表芬兰参加2018年和2022年冬季奥林匹克运动会冰球比赛，获得二枚铜牌。她也获得过2019年世界女子冰球锦标赛亚军。